# Levesville-la-Chenard
Levesville-la-Chenard è un comune francese di 219 abitanti situato nel dipartimento dell'Eure-et-Loir nella regione del Centro-Valle della Loira.

## Storia
Nella cittadina nel 1696 furono fondate dal sacerdote Louis Chauvet le Suore Ospedaliere di San Paolo, dette di Chartres (in latino Congregatio Sororum Carnutensium a S. Paulo), un istituto religioso femminile di diritto pontificio. 
La prima comunità, composta da quattro religiose, venne affidata alla direzione di madre Marie-Anne de Tilly.

## Società

### Evoluzione demografica
Abitanti censiti